# Zoltán Remák
Zoltán Remák (Košice, 15 januari 1977) is een Slowaaks voormalig professioneel wielrenner.

## Carrière
Remák begon zijn loopbaan in 2005 bij de ploeg CK ZP Sport A.S. Podbrezova. In zijn eerste jaar won hij de proloog van de Ronde van Hongarije. Van 2006 tot en met 2007 kwam hij uit voor de Hongaarse continentale ploeg P-Nívó Betonexpressz 2000 Kft.se.

## Palmares
2000
- Eindklassement Grand Prix Cycliste de Gemenc

2002
- 3e etappe Košice-Tatry-Košice
- 4e etappe Pohar Hlas Ludu

2003
- Eindklassement Ronde van Hongarije

2004
- Eindklassement Ronde van Hongarije
- Eindklassement Košice-Tatry-Košice
- Eindklassement Grand Prix Cycliste de Gemenc

2005
- Proloog Ronde van Hongarije
- 3e etappe Košice-Tatry-Košice

2007
- 4e etappe en eindklassement International Paths of Victory Tour
- 1e etappe en eindklassement Ronde van Szeklerland
- 2e etappe Košice-Tatry-Košice